# Heidplätzchen
Heidplätzchen ist ein Ortsteil im Stadtteil Bensberg von Bergisch Gladbach. Er bildet mittlerweile mit den umliegenden Ortschaften einen geschlossenen Siedlungsbereich, so dass er nicht mehr eigenständig wahrgenommen wird. Eine Straße ist ebenso benannt.

## Geschichte
Der mittelalterliche Siedlungsname Heidplätzchen  wird im Urkataster in der Form Auf’m Heidplätzchen verzeichnet. Das Gehöft Heidplätzchen gehörte zu den bäuerlichen Hofstellen, die nach der Errichtung der so genannten Wohnburg im 12. Jahrhundert unterhalb der Festungsanlage Altes Schloss Bensberg entstanden sind. In der ersten urkundlichen Erwähnung 1487, den Steuer-, Pacht- und Huldigungslisten, wird das Hofgut in Verbindung mit dem Steuer- und Gerichtsbezirk der Freiheit Bensberg erwähnt. 
Die Bedeutung des Siedlungsnamens lässt sich nicht eindeutig klären. Das Bestimmungswort Heid kann im kirchlichen Sinne gedeutet werden für Nichtchristen als Heiden und damit als Hinweis auf vor- oder frühgeschichtliche Funde. Sodann versteht man unter Heide  eine unfruchtbare mit Heidekraut, Ginster und Buschwerk bewachsene Fläche.
Aus Carl Friedrich von Wiebekings Charte des Herzogthums Berg 1789 geht hervor, dass Heidplätzchen zu dieser Zeit Teil der Freiheit Bensberg im Kirchspiel Bensberg war.
Unter der französischen Verwaltung zwischen 1806 und 1813 wurde das Amt Porz aufgelöst und Heidplätzchen wurde politisch der Mairie Bensberg im Kanton Bensberg zugeordnet. 1816 wandelten die Preußen die Mairie zur Bürgermeisterei Bensberg im Kreis Mülheim am Rhein.
Der Ort ist ab der Topographischen Aufnahme der Rheinlande von 1824 auf Messtischblättern regelmäßig als Heidplätzchen, ab 1941 ohne Namen verzeichnet.
Aufgrund des Köln-Gesetzes wurde die Stadt Bensberg mit Wirkung zum 1. Januar 1975 mit Bergisch Gladbach zur Stadt Bergisch Gladbach zusammengeschlossen. Dabei wurde auch Heidplätzchen Teil von Bergisch Gladbach.
| Jahr | Einwohner | Wohn- gebäude | Kategorie                  |
| ---- | --------- | ------------- | -------------------------- |
| 1845 | 28        | 3             | Wirtshaus und Bauergütchen |
| 1871 | 76        | 12            | Hofstelle                  |
| 1895 | 91        | 13            | Wohnplatz                  |

Noch heute ist an dem Standort eine Gaststätte vorhanden.